# Joseph de Volokolamsk

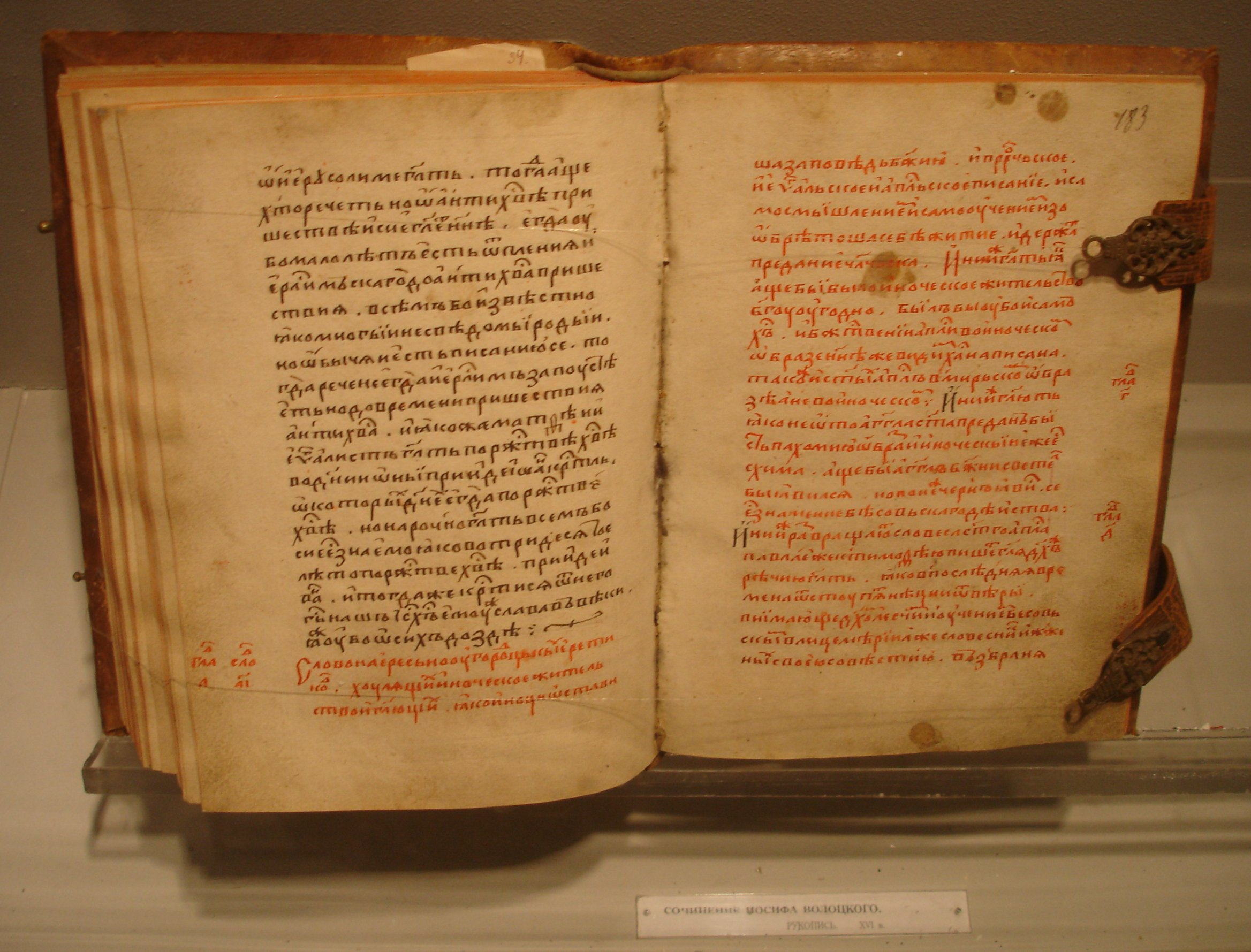
Manuscrit de Joseph de Volokolamsk.

Joseph de Volokolamsk ou Joseph Volotsky (en russe : Иосиф Волоцкий, parfois transcritJoseph de Volotsk ; 14 novembre 1440 — 9 septembre 1515), est un moine russe higoumène du monastère de Volokolamsk qu'il fonde en 1479. 
Il est surtout connu pour avoir été un moine militant, l'un des premiers partisans de l'autocratie tsariste, actif dans la défense des possédants et promoteur d'une lutte sans pitié contre les hérésies et contre les Juifs. L' Église orthodoxe russe le considère comme un saint et le fête le 9 septembre.

## Biographie
Il naît Ivan Sanine (en russe : Иван Санин). Religieux russe formé par Paphnuce de Borovsk, il est supérieur du monastère de Volokolamsk. Particulièrement intransigeant, virulent polémiste, il s'oppose à Nil de la Sora. Il est l'auteur de L'Illuminateur.
Après le concile des Cent-Chapitres, les icônes d'Andreï Roublev sont imposées comme des modèles à imiter. Durant les XVe siècle et XVIe siècle, de nombreuses icônes de la Trinité reprennent les dessins de Roublev. Joseph de Volokolamsk   était un grand admirateur et commanditaire de ces copies. 
Il peut être considéré comme héritier spirituel de Jean Damascène sur le plan de la théologie de l'icône. Il défend les images des icônes représentant des prophètes bibliques (Abraham, Moïse, Isaïe, Daniel) ainsi que des nouveaux saints chrétiens. La  Paternité  qui représente Dieu le Père  est justifiable, selon lui,  car elle représente la vision de l'Ancien des jours  du prophète Daniel. La divinité apparue à travers l'expérience mystique individuelle du prophète est parfaitement représentable. 

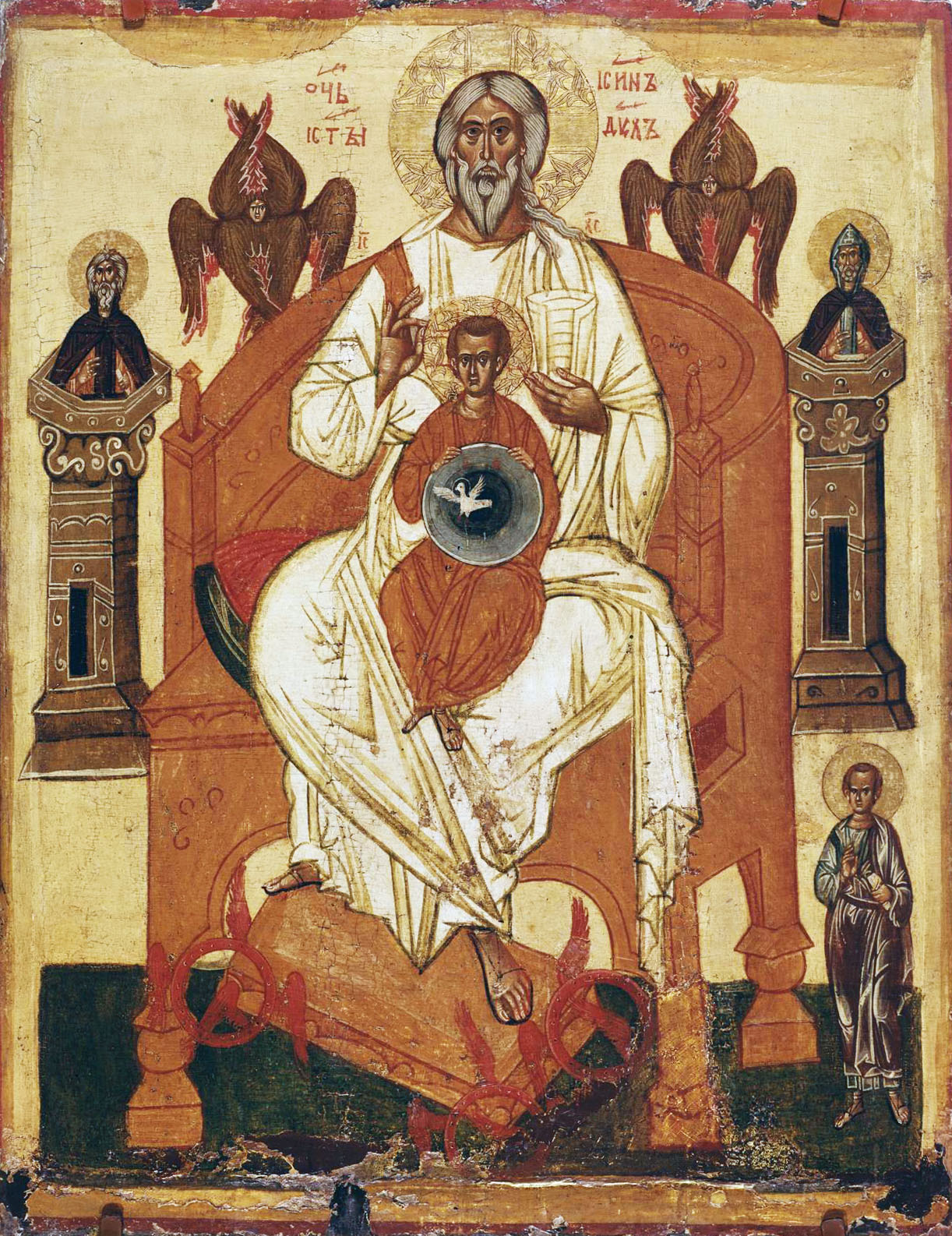
La Paternité /Novgorod XV/ (Galerie Tretiakov)

Il est béatifié officiellement assez tardivement, en 1646, et non 1579 comme l'affirme Evgueni Goloubinski en parlant d’une célébration locale